# Bortom tystnaden
Bortom tystnaden (tyska: Jenseits der Stille) är en tysk dramafilm från 1996 i regi av Caroline Link.
Filmen var Tysklands bidrag till Oscar för bästa internationella långfilm 1998.

## Handling
Ända sedan Lara var liten har hon varit sina döva föräldrars tolk och guide till omvärlden. När Lara blir äldre upptäcker hon musikens underbara värld, en värld som föräldrarna är utestängda från, vilket hotar den nära familjerelationen.

## Rollista i urval
- Sylvie Testud - Lara
  - Tatjana Trieb - Lara som barn
- Howie Seago - Martin
- Emmanuelle Laborit - Kai
- Sibylle Canonica - Clarissa
- Matthias Habich - Gregor
- Doris Schade - Lilli
- Horst Sachtleben - Robert